# Sławomir Łotysz

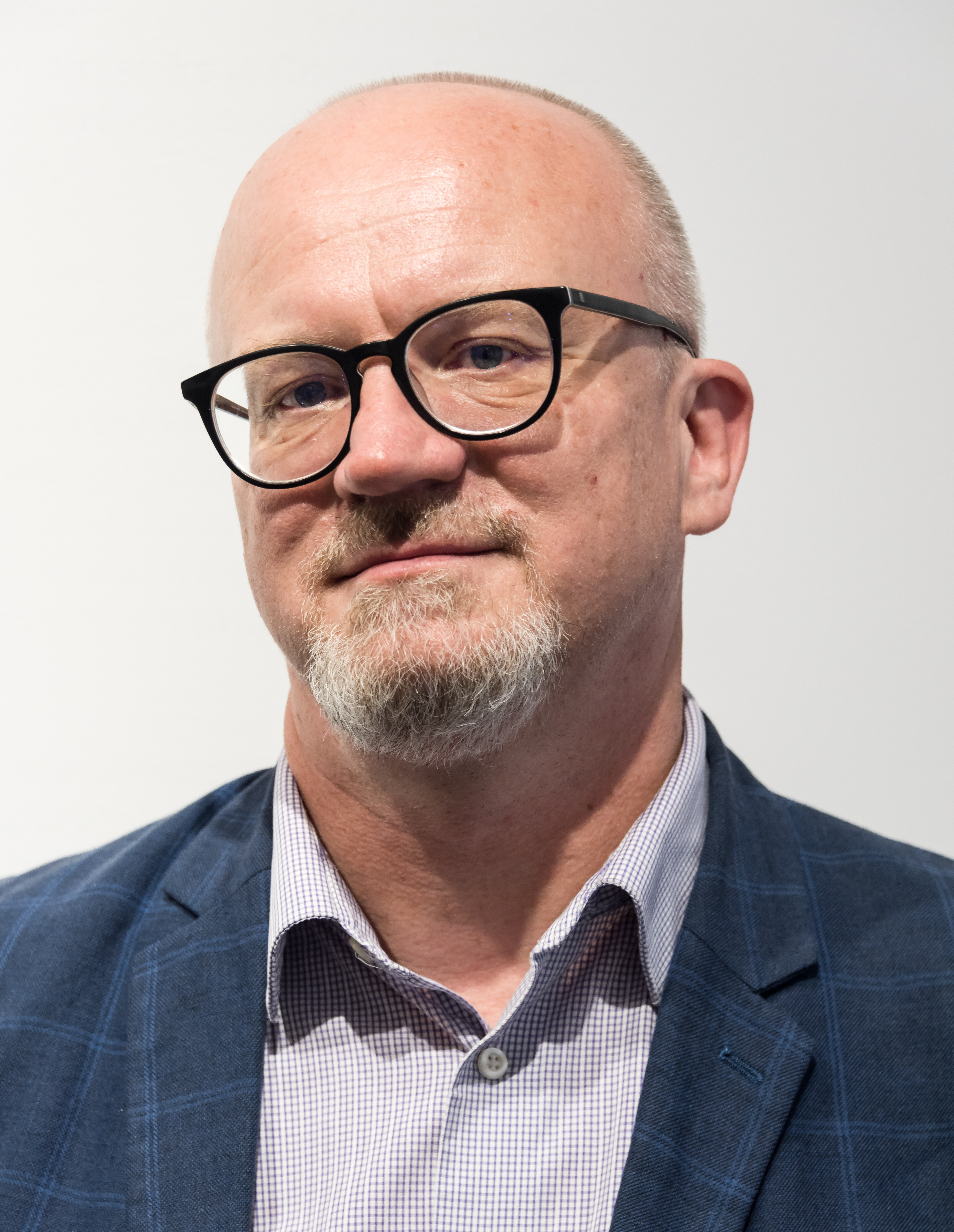
Sławomir Łotysz (2023)

Sławomir Łotysz (* 11. März 1970 in Zielona Góra) ist ein polnischer Technikhistoriker und Hochschullehrer. Er war von 2013 bis 2017 Generalsekretär des Internationalen Komitee für Technikgeschichte (ICOHTEC) und ist seit 2017 dessen Vorsitzender.

## Wirken
Łotysz studierte an der Politechnika Poznańska Architektur und schloss sein Studium mit einem Diplom für Architektur ab. Im Jahr 2004 promovierte er mit einer Dissertation zu Pneumatischen Eisenbahnen im 19. Jahrhundert in Europa und den Vereinigten Staaten. 2013 habilitierte er sich mit einem Werk über  Polnische Erfindungen in den Vereinigten Staaten von Amerika. In den Jahren 1998–2014 war er wissenschaftlicher und lehrender Mitarbeiter an der Universität Zielona Góra. Er unterrichtete auch an der staatlichen Berufsschule in Sulechów, am Collegium Polonicum in Słubice und an der Präsident Stanisław Wojciechowski Akademie (Akademia Kaliska im. Prezydenta Stanisława Wojciechowskiego) in Kalisz. Seit 2014 ist er Forscher am Instytut Historii Nauki im. Ludwika i Aleksandra Birkenmajerów Polskiej (Institut für Wissenschaftsgeschichte; Polnische Akademie der Wissenschaften) in Warschau.
Seit 2002 ist Łotysz Mitglied des International Committee for the History of Technology (ICOHTEC), bei dem er von 2008 bis 2011 Mitglied des Executive Committee war. 2013 wurde er zum Generalsekretär gewählt und 2017 zum Vorsitzenden. Er ist Mitglied der Polskie Towarzystwo Historii Techniki (Polnischen Gesellschaft für Technikgeschichte) (2009) und seit 2015 deren Vizepräsident. Bereits 2014 wurde er Mitglied des Ausschusses der Polska Akademia Umiejętności (Polnische Akademie der Gelehrsamkeit) und 2015 polnischer Vertreter beim The International Committee for the Conservation of the Industrial Heritage (TICCIH).

## Schriften
- Wynalazczość polska w Stanach Zjednoczonych. Warszawa: Oficyna Wydawnicza Aspra-JR, 2013, ISBN 978-83-7545-444-4
- Księga wynalazków, Bielsko-Biała: Wydawnictwo Dragon, 2014. ISBN 978-83-63559-46-5
- Nieznany obraz rzeczywistości okupacyjnej: Kwestia uprawy roślin kauczukodajnych we wspomnieniach więźniarek Auschwitz, rolników i dzieci. „Kultura Współczesna“. nr 2 (2017): 66–81.
- Reconstruction of War Damaged Buildings - A Problem that Still Stands. The Case of the National Economy Bank in Warsaw Restored During the Second World War. „Civil And Environmental Engineering Reports“. Vol. 23 Issue 4 (2016): 111–123.
- Sailors and syphilis on Europe's waterways International Health Organizations and the Rhine Commissions, c. 1900–1953 International Health Organizations and the Rhine Commissions, c. 1900–1953. „Hygiea Internationalis“. Vol. 13 No. 1 (2016):
- The history of the dispute over the right to inventions devised by Poles in Great Britain during World War II, W: Jan Tarczyński (red.), „Polish technological achievements during world war II“, Warszawa 2016, s. 27–52.
- 89mm From Europe: Mediating Railway Mobility on Russia’s Western Peripheries, W: Simone Fari, Massimo Moraglio (red.). „Peripheral Flows. A Historical Perspective on Mobilities between Cores and Fringes“. Cambridge: Cambridge Scholars Publishing, 2016. ISBN 978-1-4438-9048-9. s. 100–126.
- Jerzy Bader i jego wkład w rozwój technologii wysokonapięciowych. „Zeszyty Naukowe Wydziału Elektrotechniki i Automatyki Politechniki Gdańskiej“. Nr 44 (2015): 73–76.
- Tailored to the Times: The Story of Casimir Zeglen’s Silk Bullet-Proof Vest; 2014
- A ‘Lasting Memorial’ to the UNRRA? Implementation of the Penicillin Plant Programme in Poland, 1946–1949. „ICON: Journal of the International Committee for the History of Technology“. Vol. 20 No. 2 (2014): 70–91.
- Controlling the Production and Distribution of Drugs in Communist Poland. „Medicina nei Secoli“. Vol. 26 No. 2 (2014): 519–556.
- Rekonstrukcja a kontynuacja historyczna. Dzieje pewnej interpretacji. „Przegląd Budowlany“. nr 3 (2013): 89–91.
- Polski wynalazek wszechczasów. Spór o autorstwo. „Przegląd Historyczny“. T. 104, z. 2 (2013): 257–271.
- Professor Wacław Żeńczykowski and undone reform of Poland’s housing industry. „Civil and Environmental Engineering Reports“. Vol. 6 (2011): 181–190.
- Miasto mechanicznie doskonałe. „Czasopismo Techniczne: Architektura“. R. 107, z. 15 (2010): 233–237.
- Eugeniusz Olszewski: engineer, historian and cofounder of the Committee, W: Wolfhard Weber (red.). „ICOHTEC: International Committee for the History of Technology 1968–2008“. Bochum, 2009. s. 36–43.